# کرک‌وود (میزوری)
nکرک‌وود (به انگلیسی: Kirkwood) شهری در شهرستان سنت لوئیس ایالت میزوری است که جمعیت آن در سرشماری سال ۲۰۱۰ میلادی ۲۷٫۵۴۰ نفر بوده‌است.